# 小山田村地頭横暴反対運動
小山田村地頭横暴反対運動（こやまだむらじとうおうぼうはんたいうんどう）とは、江戸時代に盛岡藩領であった陸奥国閉伊郡にあった小山田村（現岩手県宮古市）で発生した騒動のこと。

## 背景
小山田村は江戸期～明治22年まで陸奥国閉伊郡にかつて存在した村である。閉伊川下流部の宮古湾に流入する直前の南岸に位置し盛岡藩領時代は宮古通りに面していた。
はじめ桜庭氏、慶長年間より野田覚蔵の給地。村高は、「正保郷村帳」58石余、「貞享高辻帳」72石余、「邦内郷村志」65石余、「天保郷帳」「安政高辻帳」ともに72石余、「旧高旧領」65石余。「邦内郷村誌」によれば、家数31、馬36。「本枝村付並位付」によれば、位付は下の上。
明治元年、戊辰戦争で朝敵とされた南部氏から没収され松代藩取締地となる。以後南部氏復帰による新盛岡藩、盛岡県を経て、同5年に岩手県所属。同12年に閉伊郡分割により東閉伊郡に属す。同22年の町村制成立時の合併によって磯鶏村の大字となり、現宮古市の字として現存している。

## 地頭横暴反対運動
小山田村を給地としていた盛岡藩士・野田氏の代官として、一族である野沢氏が地頭として当地を治めていた。野沢氏は、集落の奥にある山の手に舘を構えており、村の肝入、老名である三浦家や、野沢氏の警護役であった小野寺家、他に鈴木家、小山田薬師堂別当職である岩沢家などが舘周辺に集落をなしていた。
天保年間から嘉永年間にかけて、これら村民が地頭の横暴に耐えかね、数度野田氏や宮古代官所まで訴え出た事が小山田村肝入家の文書として残っている。

元々安永年中より地頭の権威を笠に着た野沢氏の専横は続いていたが、百姓の屋敷を勝手次第に取り上げて過料を申し付けるなどの野沢氏の横暴に耐えかねた小山田、松山、八木沢村の村人らは小山田村肝入の三浦家を中心として、薬師別当の岩沢家や松山村の武家である大久保勘右衛門、野田氏の家臣である山崎伊惣太などに働きかけると共に、盛岡の野田氏に連判状を出すなどして窮状を訴えていた。これらの事を重く見た野田氏により野沢氏は代官失格と判断され、身帯、家屋、田畑を取り上げられ小山田村を追放され、野沢氏は田老村へ落ち延びることとなる。

## エピソード
田老村に移った野沢氏の子孫が宮錦浩（野沢浩）である。宮錦は第二常盤座の経営者だった中居善助の甥にあたる。